# 문곡소도동
문곡소도동(文曲所道洞)은 대한민국 강원특별자치도 태백시의 행정동이다.

## 개요
문곡소도동은 태백산 국립공원의 입구에 위치하고 있으며, 1998년 9월 10일에 문곡동과 소도동이 통합된 것이다.

## 법정동
- 문곡동(文曲洞)
- 소도동(所道洞)
- 혈동(穴洞)

## 교육
- 함태초등학교 (소도동)
  - 혈리분교 (폐교) - 태백산로 4507 (혈동)
- 장성여자고등학교 (문곡동)

## 관광
- 태백산 국립공원
- 화방재
- 만항재
- 혈리굴